# KkStB 170
| kkStB 170 / SB 170 / BBÖ 170 / ČSD 434.0 / FS 729 / JDŽ 24 / PKP Tr11 / ÖBB 56 / GKB 56 | kkStB 170 / SB 170 / BBÖ 170 / ČSD 434.0 / FS 729 / JDŽ 24 / PKP Tr11 / ÖBB 56 / GKB 56 | kkStB 170 / SB 170 / BBÖ 170 / ČSD 434.0 / FS 729 / JDŽ 24 / PKP Tr11 / ÖBB 56 / GKB 56 | kkStB 170 / SB 170 / BBÖ 170 / ČSD 434.0 / FS 729 / JDŽ 24 / PKP Tr11 / ÖBB 56 / GKB 56 |
| --------------------------------------------------------------------------------------- | --------------------------------------------------------------------------------------- | --------------------------------------------------------------------------------------- | --------------------------------------------------------------------------------------- |
| 56.3115 der GKB in Graz (1979)                                                          |                                                                                         |                                                                                         |                                                                                         |
|                                                                                         | 170.01–09                                                                               | 170.10–15                                                                               | 170.16–796                                                                              |
| Bauart                                                                                  | 1D n2v                                                                                  | 1D n2v                                                                                  | 1D n2v                                                                                  |
| Zylinder-Ø                                                                              | 540/800 mm                                                                              | 540/800 mm                                                                              | 540/800 mm                                                                              |
| Kolbenhub                                                                               | 632 mm                                                                                  | 632 mm                                                                                  | 632 mm                                                                                  |
| Treibrad-Ø                                                                              | 1258 mm                                                                                 | 1258 mm                                                                                 | 1258 mm                                                                                 |
| Laufrad-Ø vorne                                                                         | 830 mm                                                                                  | 830 mm                                                                                  | 830 mm                                                                                  |
| Laufrad-Ø hinten                                                                        | –                                                                                       | –                                                                                       | –                                                                                       |
| fester Radstand                                                                         | 2800 mm                                                                                 | 2800 mm                                                                                 | 2800 mm                                                                                 |
| Gesamtradstand                                                                          | 6800 mm                                                                                 | 6800 mm                                                                                 | 6800 mm                                                                                 |
| Gesamtradstand mit Tender                                                               | 13584 mm                                                                                | 13584 mm                                                                                | 13584 mm                                                                                |
| Anzahl d. Rohre                                                                         | 295                                                                                     | 295                                                                                     | 295                                                                                     |
| Heizfl. d. Rohre                                                                        | 236,0 m²                                                                                | 236,0 m²                                                                                | 236,0 m²                                                                                |
| Heizfl. d. Feuerbüchse                                                                  | 14,0 m²                                                                                 | 14,3 m²                                                                                 | 14,3 m²                                                                                 |
| Rostfl.                                                                                 | 3,36 m²                                                                                 | 3,91 m²                                                                                 | 3,91 m²                                                                                 |
| Dampfdruck                                                                              | 12/13                                                                                   | 12/13                                                                                   | 12/13                                                                                   |
| Tender                                                                                  | 9, 56, 156, 256, 76, 86, 88                                                             | 9, 56, 156, 256, 76, 86, 88                                                             | 9, 56, 156, 256, 76, 86, 88                                                             |
| Gewicht (leer)                                                                          | 60,5 t                                                                                  | 60,5 t                                                                                  | 61,0 t                                                                                  |
| Adhäsionsgewicht                                                                        | 57,0 t                                                                                  | 57,0 t                                                                                  | 58,0 t                                                                                  |
| Dienstgewicht                                                                           | 68,5 t                                                                                  | 68,5 t                                                                                  | 69,0 t                                                                                  |
| Länge                                                                                   | 17,428 m                                                                                | 17,428 m                                                                                | 17,428 m                                                                                |
| Höhe                                                                                    | 4,570 m                                                                                 | 4,570 m                                                                                 | 4,570 m                                                                                 |
| Vmax                                                                                    | 60 km/h                                                                                 | 60 km/h                                                                                 | 60 km/h                                                                                 |

Die Dampflokomotivreihe kkStB 170 war eine vierfach gekuppelte Güterzug-Schlepptenderlokomotive der k.k. österreichischen Staatsbahnen, welche auch von der Österreichischen Südbahn beschafft wurde. Sie wurde auf Gebirgsbahnen auch vor Personenzügen im Schnellzugdienst eingesetzt.

## Geschichte

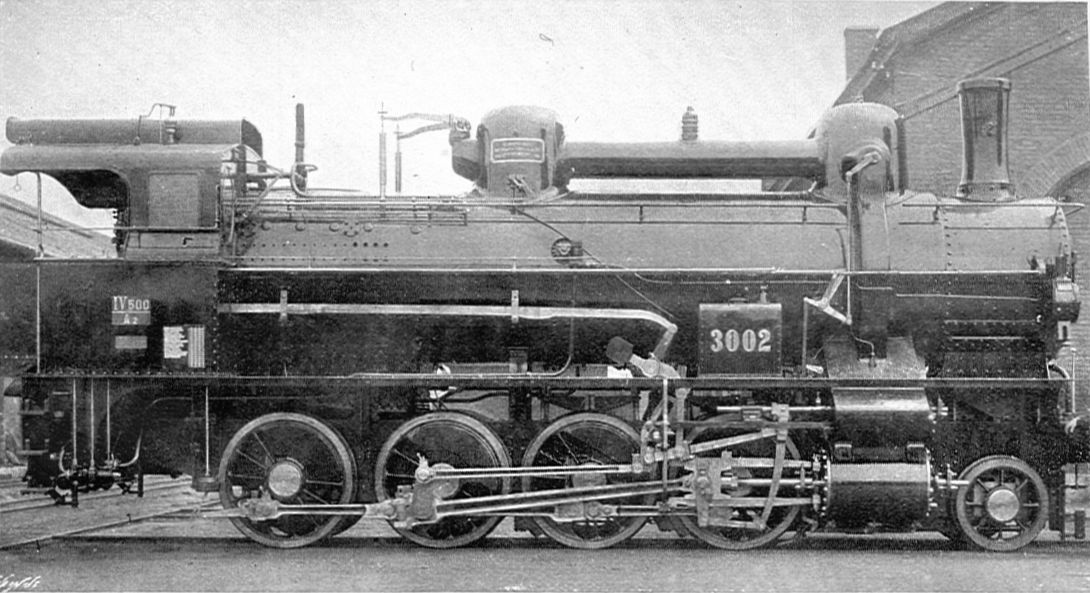
Werksfoto einer der Südbahnmaschinen.

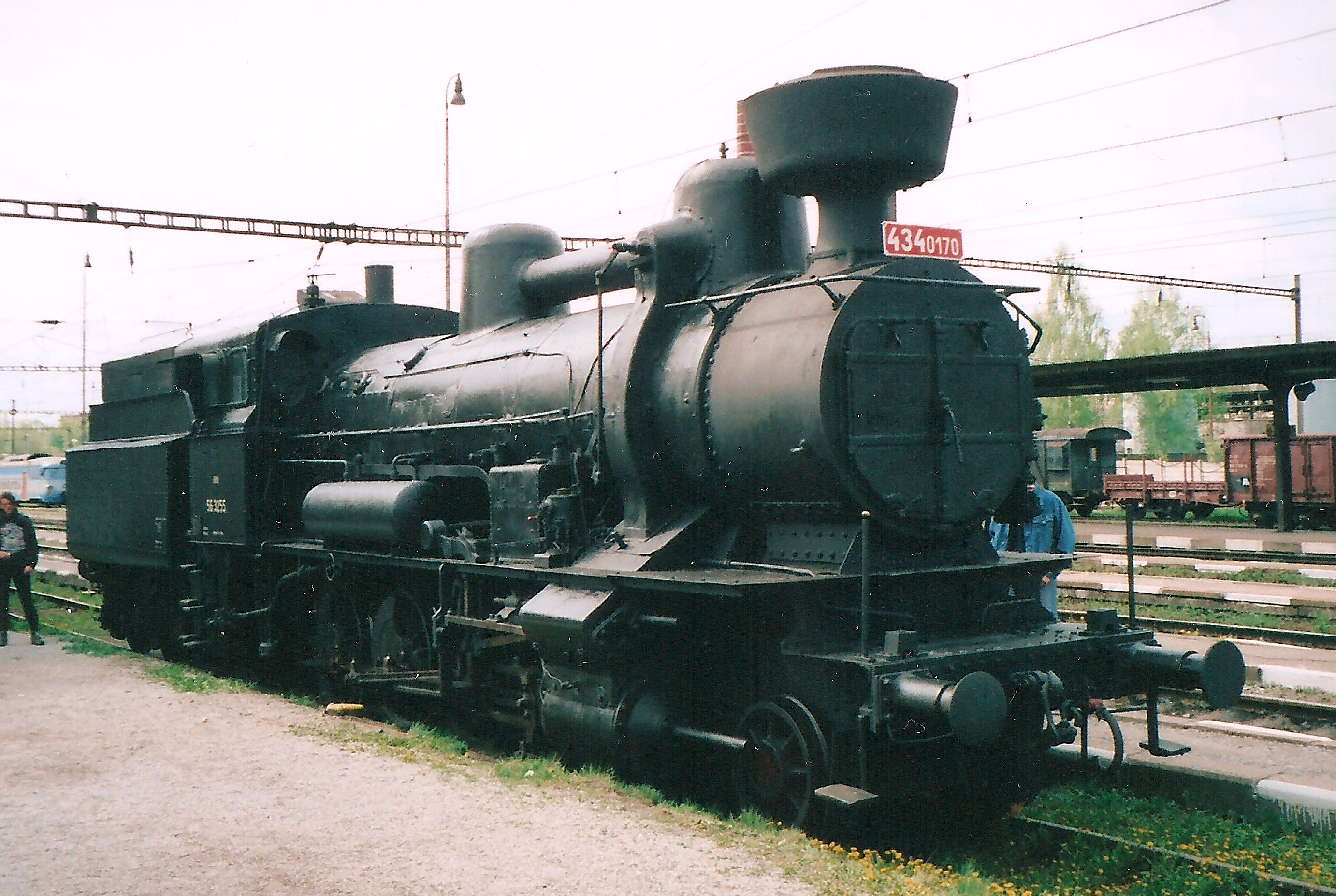
Die vormalige kkStB 170.666 als ČSD-Museumslok 434.0170.

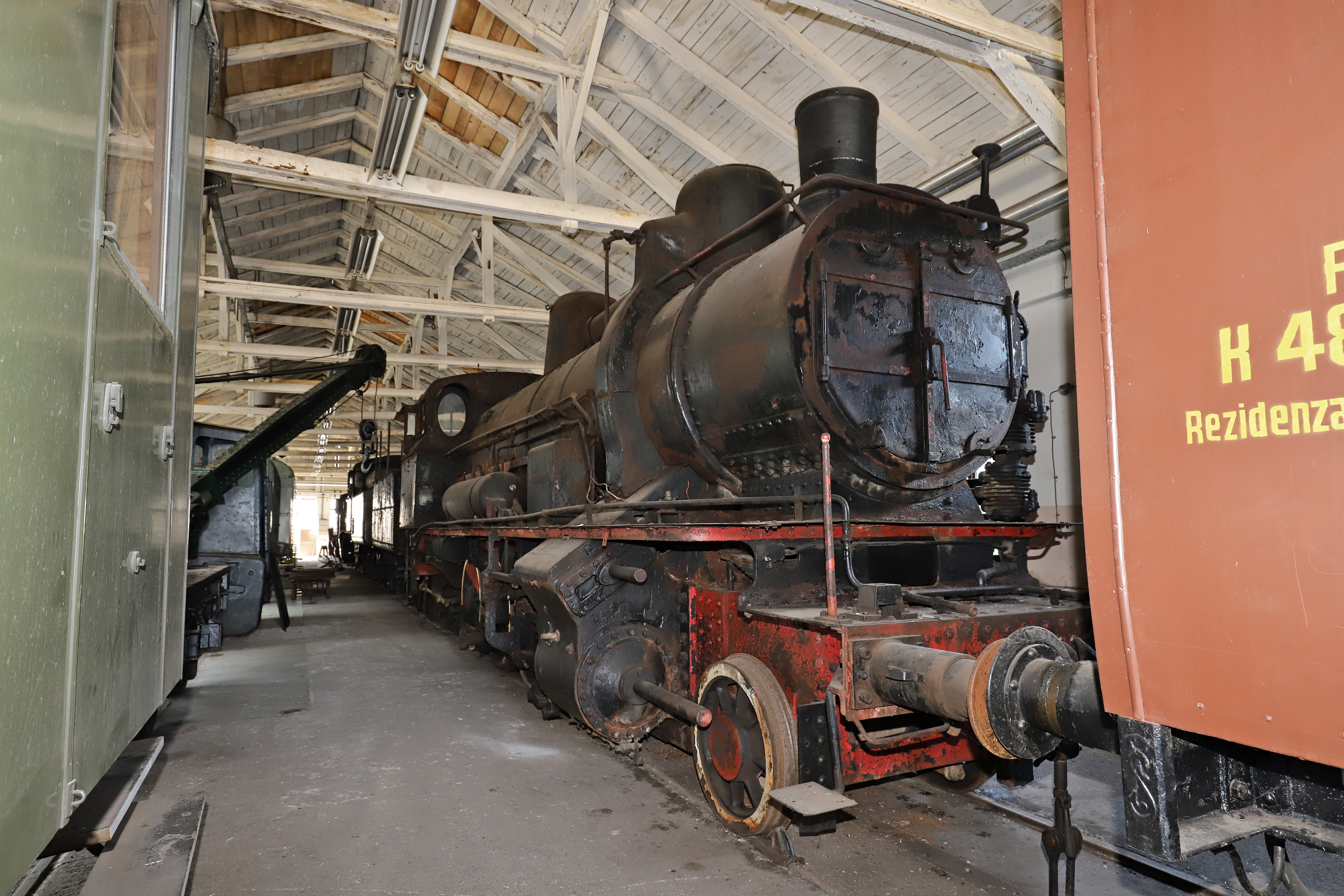
JDŽ 24-036 (ex kkStB 170.264) in einem Depot des Eisenbahnmuseum Ljubljana

Der steigende Verkehr auf der Arlbergbahn brachte es mit sich, dass bereits zwei Jahre nach ihrer Eröffnung mit den Dreikupplern der Reihe 48 nicht mehr das Auslangen gefunden werden konnte.
Daher entwickelte Chefkonstrukteur Karl Gölsdorf 1897 für den Reisezugdienst (!) die Reihe 170, eine vierfach gekuppelte Verbund-Maschine
mit einer vorlaufenden Achse. 
Die bei ihrem Erscheinen als epochal geltenden Lokomotiven hatten zwei Dampfdome mit Verbindungsrohr. Gölsdorf setzte die von Richard von Helmholtz entwickelte Theorie des Bogenlaufs gekonnt in die Praxis um, indem er der Laufachse sowie der zweiten und vierten Kuppelachse jeweils ein Seitenspiel einräumte. Damit war die nach ihrem Erfinder benannte Gölsdorf-Achse geschaffen worden.
Durch diese wurde der Verschleiß an Spurkränzen und Schienen stark vermindert, was für die österreichischen Bergstrecken sehr von Vorteil war.
Während des Ersten Weltkrieges waren sie die Stütze im Güterverkehr.
Die Reihe 170 erreichte mit 796 Stück (einige wurden noch 1919 geliefert) die höchste Auflage aller österreichischen Lokomotivreihen.
An ihrer Lieferung waren alle österreichischen Lokomotivfabriken beteiligt.
Die Südbahn bestellte ebenfalls 54 Stück für ihre Bergstrecken am Semmering und am Brenner, die alle von der Wiener Neustädter Lokomotivfabrik geliefert wurden und sich nur in Details von der kkStB-Variante unterschieden. Wie bei den kkStB sorgten sie auch hier für eine spürbare Beschleunigung des Verkehrs.
Zwei Lokomotiven wurden 1919 von Krauss in Linz an die Sächsischen Staatseisenbahnen geliefert, welche sie in die Gattung IX V mit den Bahnnummern 1281 und 1282 einordnete. Die beiden Lokomotiven sollten die Lücken im sächsischen Lokomotivbestand nach dem Ersten Weltkrieg schließen und wurden schon 1922 durch die nunmehrige Deutsche Reichsbahn an die BBÖ verkauft. Die BBÖ gab den beiden Lokomotiven die Nummern 170.750 und 170.751.
Nach dem Ersten Weltkrieg kam das Gros der Reihe 170 zu den ČSD, die sie als Reihe 434.0 bezeichneten.
Bis 1921 ließen die ČSD noch Maschinen dieser Reihe selbst bauen, sodass sie insgesamt über 374 Exemplare verfügten.
Der Großteil davon (345 Stück) wurde in Heißdampf-Zwillingsmaschinen umgebaut, wobei auch die Rauchkammertür und der Rauchfang geändert wurden.
Mit dem Umbau erreichte man eine Leistungssteigerung von 40 %.
Die umgebauten Maschinen erhielten die Reihenbezeichnung 434.2 und blieben bei den ČSD teilweise bis 1980 im Einsatz.
Die FS erhielten im Zuge der Fuhrparkaufteilung der Österreichischen Eisenbahnen insgesamt 116 Maschinen, die sie als Reihe 729 bezeichneten.
Weitere 170er kamen zu den PKP als Reihe Tr11, zu den Eisenbahnen des Königreichs der Serben, Kroaten und Slowenen und später als Reihe 24 zu den JDŽ sowie zu den CFR.
Den BBÖ verblieben 228 Stück der Reihe 170.
Nach dem Anschluss Österreichs an das Deutsche Reich reihte die Reichsbahn noch 209 Stück als 56.3101–3309 ein.
Im Zuge des Zweiten Weltkrieges kamen auch ehemalige 170er aus den Nachfolgestaaten der Monarchie zur DR.
Nach Kriegsende war der Bestand extrem geschrumpft.
Zehn Exemplare kaufte die GKB, neun kamen noch ins Reihenschema der ÖBB, die die Bezeichnung als Reihe 56 beibehielten und die letzte Maschine 1957 ausmusterten. 

### Verbleib
Bei der GKB blieb die 56.3115 als Museumslokomotive vorerst betriebsfähig erhalten, sie wurde 2002 nach einem Kesselschaden im Technischen Eisenbahnmuseum in Lieboch hinterstellt. Die Lokomotive 56.3255 wurde an das Eisenbahnmuseum Jaroměř abgegeben und ist dort als 434.0170 zu sehen.
Weitere Exemplare sind in Slowenien, von der tschechoslowakischen Umbauversion auch in Tschechien und der Slowakei erhalten geblieben.